# North Fort Myers
North Fort Myers é uma Região censo-designada localizada no estado americano de Flórida, no Condado de Lee.

## Demografia
Segundo o censo americano de 2000, a sua população era de 40.214 habitantes.

## Geografia
De acordo com o United States Census Bureau tem uma área de
141,4 km², dos quais 136,3 km² cobertos por terra e 5,1 km² cobertos por água.

## Localidades na vizinhança
O diagrama seguinte representa as localidades num raio de 16 km ao redor de North Fort Myers.